# Scelidocteus vuattouxi
Espèce
Scelidocteus vuattouxi est une espèce d'araignées aranéomorphes de la famille des Palpimanidae.

## Distribution
Cette espèce se rencontre en Côte d'Ivoire et au Nigeria.

## Description
Le mâle syntype mesure 4,5 mm et la femelle syntype 5,8 mm

## Systématique et taxinomie
Cette espèce a été décrite par Jézéquel en 1964.

## Étymologie
Cette espèce est nommée en l'honneur de Roger Vuattoux.

## Publication originale
- Jézéquel, 1964 : « Araignées de la savane de Singrobo (Côte d'Ivoire). II.-Palpimanidae et Zodariidae. » Bulletin du Muséum National d'Histoire Naturelle de Paris, vol. 36, p. 326-338.